# Montaigu, Aisne

Montaigu este o comună în departamentul Aisne din nordul Franței. În 1 ianuarie 2022 avea o populație de 766 de locuitori.